# Svájc autópályái
Ez a szócikk Svájc autópályáit sorolja fel. Az autópályákon megengedett maximális sebesség 120 km/h.

## Díjfizetés
Személyautók esetén (3,5 tonnánál kisebb) csak éves matrica vásárolható, ára 40 svájci frank. Ha az autóhoz utánfutó vagy lakókocsi van kapcsolva, arra is külön meg kell venni a szintén 40 svájci frankos matricát.

## Az autópályák táblázatban
| Autópálya | Érintett települések, nagyobb kereszteződések | Teljes hossz | Térkép |
| --------- | --- | ------------ | ------ |
| A1        | Franciaország (A401) – Genève A1a – Lausanne A9 – Yverdon-les-Bains A5 – Bern A6, A12 – Luterbach A5 – Olten A2 – Dietikon A1H, A3 – Zürich-Nord A51 – Zürich-Ost A1L – Brüttisellen A53 – Winterthur A4, A7 – St. Gallen – Meggenhus A1.1 – Roscchach – St. Margrethen A13 – Ausztria (S18) | 388 km       |        |
| A2        | Németország A5 – Bázel A3 – Hagnau – Rheinfelden A3 – Olten A1 – Luzern A14 – Hergiswil A8 – Altdorf A4 – Bellinzona A13 – Lugano – Mendrisio – Olaszország A9 | 286 km       |        |
| A3        | Franciaország A35 – Bázel A2 – Rheinfelden A2, A861 – Baden A1 – Dietikon A1, A1H – Zürich-West A4 – Zürich-Süd A3W – Reichenburg A53 – Sargans A13 | 180 km       |        |
| A4        | Németország – Schaffhausen – Winterthur A1 – -Kronau – Cham A4a – Rotkreuz A14 – Schwyz – Altdorf A2 | 165 km       |        |
| A5        | Yverdon-les-Bains A1 – Neuchâtel – Twann N5 – – Biel A16 – Luterbach A1 | 100 km       |        |
| A6        | Bern A1 – Muri A10 – Thun – Spiez A8 – Wimmis N11 | 71 km        |        |
| A7        | Winterthur A1 – Frauenfeld – Grüneck – Németország | 36 km        |        |
| A8        | Spiez A6 – Interlaken – Unterbach N6 – – Giswil N4 – Hergiswil A2 | 94 km        |        |
| A9        | Le Creux N9 – Orbe A1 – Lausanne A1 – Vevey A12 – Martigny A21 -Sierre-Ouest N9 – – Brig-Glis A19, N9 – Ried-Brig N9 | 230 km       |        |
| A10       | Muri A6 – Rüfenacht N10 | 2 km         |        |
| A12       | Vevey A9 – Fribourg – Bern A1 | 78 km        |        |
| A13       | St. Margrethen A1 – Sargans A3 – Landquart A28 – Chur – Bellinzona A2 – Górdola – Locarno – Ascona | 195 km       |        |
| A14       | Luzern A2 – Rotkreuz A4 | 20 km        |        |